# Dama Nanzi

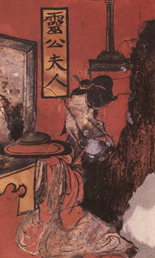
Nan Zi (南子, detalle). Pintura sobre madera lacada, Wei del Norte.

La dama Nanzi (南子), también llamada Nan Zi y Wei Ling Nazi (siglo VI a. C. - 480 a.C.), fue una gobernante china, duquesa consorte del duque Ling de Wei (r. 534-492 a. C.), y gobernante del estado de Wei en lugar de su cónyuge, desinteresado de la política.
Junto a Fu Hao, Yi Jiang y la reina viuda Xuan, fue una de las únicamente cuatro mujeres con gran influencia política en la antigua China antes de la emperatriz Lü, y probablemente la primera mujer en gobernar de facto un estado chino.

## Vida
Era la consorte del duque Ling de Wei (r. 534-492 a. C.). Debido a que su cónyuge carecía de interés en los asuntos de gobierno y se retiró efectivamente de toda política, la dejó ocuparse de los asuntos de estado por él con su aprobación.
Fue una gobernante respetada en lugar de su cónyuge, y se la describe como una gobernante sabia con capacidad para nombrar buenos funcionarios. Fue respetada como gobernante por Confucio, que la visitó, aunque solo después de haber puesto varias excusas para declinar.
Su hijastro el duque Zhuang II de Wei intentó que fuera asesinada debido a su relación con su hermano Zichao, que fue descrita como incestuosa. El conflicto entre ella y su hijastro causó un conflicto entre su marido y su hijastro, y forzó a Zhuang a exiliarse.

### Últimos años y muerte
En 493 a. C., el duque Ling murió. La duquesa Nanzi deseaba entronizar al príncipe Ying. Pero este rechazó la propuesta, y en cambio recomendó al hijo de su hermano Kuaikui, Zhe, como el heredero aparente, y Zhe sucedió al duque Ling como duque Chu de Wei.
En 481 a. C., su antiguo hijastro arrebató el ducado a su nieto. Nanzi fue ejecutada por el nuevo duque gobernante en 480 a. C.

## Legado
Debido a la aversión por el gobierno femenino en la antigua China, Nanzi, que tuvo una buena reputación como gobernante en su propio tiempo, fue gradualmente demonizada en la historia oficial, y finalmente terminó mencionada como una usurpadora adúltera que abusó de su poder y causó una crisis dinástica.
Es descrita en Dos mujeres desordenadas de Wei en las Biografías de mujeres Eminentes (Lienü zhuan) junto a Kong Bo Ji, siendo descrita como "engañosa y lujuriosa", culpada de la crisis de sucesión y acusada de haber causado el "desorden de cinco generaciones".